# Rocky 2
Pour les articles homonymes, voir Rocky.
Série Rocky
Rocky
(1976) Rocky 3 : L'Œil du tigre
(1982)
Pour plus de détails, voir Fiche technique et Distribution.
Rocky 2 : La Revanche (Rocky II) est un film dramatique américain écrit et réalisé par Sylvester Stallone et sorti en 1979.
Suite directe du premier Rocky (1976), ce deuxième opus reprend là où le premier s’était arrêté. Il explore les conséquences du combat épique entre Rocky Balboa, le boxeur amateur italo-américain, et Apollo Creed, le champion du monde. Blessé, mais déterminé à prouver qu’il est plus qu’un outsider chanceux, Rocky accepte une revanche malgré les risques pour sa santé. Le film approfondit les thèmes du dépassement de soi, de l’importance des liens familiaux et du défi de rester fidèle à ses rêves face à l’adversité.
Écrit, réalisé et interprété par Sylvester Stallone, Rocky II est produit avec un budget plus important, environ 7 millions de dollars, grâce au succès phénoménal du premier film. Il est devenu un succès commercial, rapportant plus de 200 millions de dollars au box-office mondial.
Avec une bande originale signée Bill Conti et des performances poignantes, notamment celle de Talia Shire dans le rôle d’Adrian, le film a solidifié Rocky comme une figure culte de la culture américaine. S’il n’a pas égalé le succès critique du premier opus, il a néanmoins confirmé Stallone comme un acteur, scénariste et réalisateur incontournable.

## Synopsis
Après le combat spectaculaire entre Rocky Balboa et Apollo Creed, les deux hommes sont transportés à l’hôpital, gravement blessés, mais Apollo ne peut accepter que le combat ait été si serré. Tandis que les journalistes lui demandent s'il accorderait une revanche à Rocky, il clame qu'il le ferait, mais Rocky, épuisé, affirme qu'il prend sa retraite de la boxe.
Après sa sortie de l’hôpital, Rocky essaie de s’éloigner du monde de la boxe. Il profite de son argent en se mariant avec Adrian, la femme qu’il aime, et ils emménagent dans une maison confortable. Rocky tente de vivre une vie normale, dépensant généreusement pour des cadeaux et des projets. Cependant, il découvre rapidement que son manque d’éducation et d’expérience limitent ses perspectives de carrière.
Il enchaîne des petits boulots, notamment dans l'usine de viande où travaille Paulie, mais il perd son emploi en raison de difficultés économiques. Alors qu'Adrian reprend son poste dans l’animalerie pour aider financièrement, Rocky est frustré de ne pas pouvoir subvenir aux besoins de sa famille.
Pendant ce temps, Apollo Creed est obsédé par son image publique. Le fait que beaucoup de gens croient que Rocky aurait pu gagner s'il avait eu plus de temps le hante. Il commence une campagne médiatique agressive, provoquant Rocky et le qualifiant de lâche pour ne pas vouloir une revanche. D’abord réticent, Rocky refuse de se battre à nouveau, conscient des risques pour sa santé et du souhait d’Adrian de le voir abandonner la boxe. Cependant, Mickey Goldmill, son ancien entraîneur, le persuade de considérer la revanche comme une occasion de restaurer sa fierté et de prouver qu'il mérite sa place parmi les grands boxeurs.
Rocky accepte finalement de remonter sur le ring, mais cette décision crée des tensions avec Adrian, qui s’inquiète pour sa sécurité. Leur désaccord atteint un point critique lorsque la santé d’Adrian est mise en danger après une dispute, entraînant des complications durant sa grossesse. Elle est placée en observation stricte, Rocky se jugeant pleinement responsable de l'état de santé de sa femme, reste à son chevet malgré les sermons de Mickey et les conseils de son beau-frère. Alors qu’Adrian donne naissance à leur fils, elle finit par donner sa bénédiction à Rocky pour qu’il se batte. Inspiré par son soutien, Rocky se lance pleinement dans son entraînement avec Mickey, comprenant qu’il doit être au sommet de sa forme pour affronter Apollo une fois de plus.
Le soir du combat, le ring devient une arène où Rocky et Apollo s’affrontent dans un duel encore plus intense que leur première rencontre. D'une violence inouïe, Apollo semble dominer, utilisant sa rapidité et sa puissance pour prendre l'avantage. Cependant, Rocky, soutenu par sa famille et un profond désir de prouver sa valeur, commence à puiser dans ses réserves pour réagir. Il encaisse les coups sans fléchir et, peu à peu, trouve sa propre force. Sa détermination devient sa plus grande arme.
Au fil des rounds, le combat devient de plus en plus intense. Les deux boxeurs sont épuisés, mais aucun ne veut céder. Apollo, bien qu’il ait l'avantage, se trouve de plus en plus frustré par la résistance tenace de Rocky. Ce dernier, après avoir surmonté ses propres doutes et l'opposition de son entourage, trouve la motivation nécessaire pour riposter avec force.

Le combat atteint son apogée dans les derniers rounds, où les deux hommes, essoufflés et blessés, continuent de se battre avec une rage désespérée. La foule est en délire, et le destin du match reste incertain. Finalement, dans un dernier effort, Rocky parvient à prendre le dessus sur Apollo qui les fait tomber tous deux. Alors que l’arbitre commence le compte, les deux boxeurs sont au bord de l’épuisement total. Rocky, malgré ses blessures, parvient à se relever avant qu'Apollo ne puisse répondre à l'appel de l’arbitre, et il est déclaré vainqueur par KO technique. Le nouveau champion du monde des poids lourds brandit alors sa ceinture de champion et s'adresse à sa femme et à son fils nouveau-né. 
« À part la naissance de mon fils, c'est la plus belle nuit de toute ma vie. Je veux juste dire une chose à ma femme qui est à la maison : Adrian, j'ai gagné ! »

## Fiche technique
Sauf indication contraire, les informations mentionnées dans cette section peuvent être confirmées par la base de données cinématographiques IMDb,  présente dans la section « Liens externes ».
- Titre original : Rocky II
- Titre français : Rocky 2 : La Revanche
- Titre québécois : Rocky II - La revanche
- Réalisation et scénario : Sylvester Stallone
- Musique : Bill Conti
- Directeur de la photographie : Bill Butler
- Montage : Stanford C. Allen[2]
- Direction artistique : Richard Berger
- Décoration : Ed Baer
- Production : Irwin Winkler et Robert Chartoff

Production associée : Arthur Chobanian
- Société de productions : Chartoff-Winkler Productions, United Artists[2]
- Sociétés de distribution : United Artists (États-Unis), Les Artistes Associés (France)
- Budget : 7 millions de $[3]
- Pays de production :  États-Unis
- Langues originales : anglais, italien
- Format[4] : couleur (Technicolor) - 35 mm - 1,37:1 (Format académique) / 1,85:1 (Panavision) - son Dolby
- Genre : drame, action, sport
- Durée : 119 minutes
- Dates de sortie[5] :
  - États-Unis, Canada : 15 juin 1979[6]
  - France : 6 février 1980[7]
- Classification[8] :
  -  États-Unis : Certaines scènes peuvent heurter les enfants - Accord parental souhaitable (PG - Parental Guidance Suggested) (certificat #25689).
  -  France : Tous publics (visa d'exploitation no 51643 délivré le 14 décembre 1979)[9].
  -  Québec : Tous publics (G - General Rating).
- Affiche : Jouineau Bourduge (France)

## Distribution
Sauf indication contraire, les informations mentionnées dans cette section peuvent être confirmées par la base de données cinématographiques IMDb,  présente dans la section « Liens externes ».
- Sylvester Stallone (VF : Alain Dorval) : Robert « Rocky » Balboa
- Talia Shire (VF : Béatrice Delfe) : Adrianna « Adrian » Pennino-Balboa
- Burt Young (VF : Serge Sauvion) : Paulie Pennino
- Carl Weathers (VF : Med Hondo) : Apollo Creed
- Burgess Meredith (VF : Jacques Dynam) : Mickey Goldmill
- Tony Burton (VF : Daniel Gall) : Duke
- Joe Spinell (VF : Marc de Georgi) : Tony Gazzo
- Leonard Gaines (VF : N/C) : Leonard, l'agent marketing de la publicité
- Sylvia Meals (VF : Maïk Darah) : Mary Anne Creed
- Frank McRae (VF : Pierre Garin) : le contremaître de l'usine de viande
- Al Silvani : Al, le soigneur
- John Pleshette (VF : Jacques Ciron) : le metteur en scène de la publicité
- Stu Nahan (VF : Jacques Ferrière) : le commentateur no 2 du combat
- Bill Baldwin (VF : René Bériard) : le commentateur no 1 du combat
- Paul Micale (VF : Jean Michaud) : le Père Carmine
- Frank Stallone : un chanteur dans la rue
- Roberto Durán, boxeur panaméen joue le rôle d'un combattant
- Lou Filippo (VF : Serge Lhorca) : l'arbitre du combat
- Grainger Hines : l'aide-soignant à la salle des urgences
- Ava Lazar : Chasseur blanc
- Tawny Little : Reporter
- Paul McCrane : Peter, le patient totalement plâtré en fauteuil roulant
- Sonny Melendrez : un reporter
- Ed Ness : Chronométreur
- Fran Ryan : l'infirmière d'Adrian
- Whitney Rydbeck : Sound Man
- Jeff Temkin (VF : Albert Augier) : l'annonceur du combat
- Seargeoh Stallone : Rocky Jr.
- LeRoy Neiman : le peintre

## Production

### Genèse
Fort du succès du premier film, Sylvester Stallone décide de capitaliser sur le succès phénoménal de Rocky tout en explorant de nouveaux aspects du personnage et de son univers. Initialement, Stallone envisage un scénario radicalement différent. Rocky, après avoir gagné en notoriété grâce à son combat contre Apollo Creed, se lance en politique et devient maire de Philadelphie. Cependant, cette idée impliquait une intrigue complexe où Rocky se retrouve accusé de détournement de fonds orchestré par Paulie, ce qui le ramenait à sa situation précaire d'origine. Ce concept fut abandonné, jugé trop éloigné de l'essence du personnage et du ton de la saga. Cette idée sera utilisée plus tard comme point de départ pour Rocky V.
Cherchant à rester fidèle à l'esprit du premier film, Stallone choisit d'écrire une suite plus directe, centrée sur les conséquences du combat initial et les défis personnels de Rocky. Le script final, qu’il écrit lui-même, conserve le thème de la persévérance tout en approfondissant la dynamique entre les personnages principaux, notamment Rocky, Adrian et Apollo Creed.
Sylvester Stallone recontacte John G. Avildsen pour réaliser le film. Si celui-ci se montre intéressé, Sly change rapidement d'avis en voyant le scénario définitif. Pensant qu'il pourrait mieux contrôler son œuvre, les producteurs Robert Chartoff et Irwin Winkler proposent à Sylvester Stallone de diriger le film lui-même. D'abord réticent à cause de sa malheureuse expérience sur La Taverne de l'enfer, l'acteur finit par accepter.

### Attribution des rôles
La distribution conserve la quasi-totalité des acteurs du premier opus, contribuant ainsi à maintenir une continuité narrative. Sylvester Stallone, en tant qu'acteur principal et réalisateur, s'assure que les personnages familiers retrouvent leur place dans l'histoire. Burgess Meredith revient dans le rôle de l'entraîneur bourru Mickey Goldmill, Carl Weathers en tant qu'Apollo Creed, et Talia Shire dans celui d'Adrian, tandis que Burt Young reprend son interprétation de Paulie, le beau-frère complexe et ambivalent de Rocky.
Cependant, quelques ajustements notables sont effectués. Thayer David, qui jouait le promoteur Jergens dans le premier film, est décédé peu avant le début du tournage de la suite. Par conséquent, bien qu'il soit visible dans les scènes récapitulatives du combat initial, son absence est notable dans les nouvelles séquences, notamment à la sortie de l'arène dans la scène d'ouverture.
Un autre changement concerne le rôle de Mary Anne Creed, l'épouse d'Apollo. Dans Rocky, ce personnage était brièvement interprété par Lavelle Roby. Pour la suite, Sylvia Meals est choisie pour incarner Mary Anne Creed. Celle-ci apparaissait déjà brièvement sur un écran de télévision, dans le premier film. Son rôle gagnera en importance à mesure que l’histoire explore davantage les motivations et la vie personnelle d'Apollo.

### Tournage
Le tournage s'est révélé particulièrement éprouvant, notamment pour Sylvester Stallone, qui cumulait les casquettes d'acteur principal, scénariste, et réalisateur. Stallone a dû affronter de nombreuses difficultés physiques. Lors de sa préparation pour le match final contre Apollo Creed, un accident survient. Un haltère de 100 kg tombe sur sa poitrine, provoquant une déchirure musculaire grave au niveau du pectoral gauche. Cette blessure l'oblige à une opération en urgence et à adapter le scénario pour refléter cette contrainte. Ainsi, Rocky prend par surprise Apollo en reboxant avec son poing gauche durant le dernier round (l'acteur ne pouvait plus utiliser son poing gauche à cause de sa blessure).
Le succès du premier film a eu un impact sur le tournage du footing de Rocky. Alors que dans le premier volet il courait seul dans des petites rues désertes ou sous les yeux surpris des badauds. Dans le second, il est accompagné par une foule d'enfants et cours sur une avenue.
Le combat final, un élément clé du film, a nécessité un tournage intensif de 45 jours. Ce match est particulièrement brutal, avec une pluie de coups si réaliste que la rage apparente entre Stallone et Carl Weathers ne semble pas simulée. Stallone a même dû retourner sur la table d'opération pour soigner des fractures multiples et des blessures internes. Seul son protège-dent lui a permis de garder ses dents intactes.
Le scénario initial prévoyait une fin différente. Adrian devait une nouvelle fois rejoindre Rocky sur le ring, ce dernier devant par la suite la porter dans ses bras, elle-même brandissant la ceinture de champion. Cependant, l’actrice Talia Shire, prise par le tournage d’un projet, Old Boyfriends, n’a pas pu tourner cette scène. La séquence a donc été modifiée. Sur ordre du médecin, Adrian assiste au match à la télévision depuis chez elle, aux côtés de Paulie. D'autres scènes avec Adrian sont filmées quelques mois plus tard, à l'approche de la fin du tournage.
Certaines scènes prévues dans le scénario n'ont jamais vu le jour, comme une rencontre entre Rocky et Mickey où son prénom complet, Robert, aurait été révélé. Une autre, impliquant un entraîneur de boxe joué par Chuck Wepner, a été supprimée en raison d'une prestation jugée tellement mauvaise à l'audition. Une scène plus intimiste où Rocky et Adrian se promènent avec leur fils et leur chien Butkus a également été abandonnée.
En fin de compte, le tournage aura duré bon nombre de mois dont 45 jours consacrés uniquement au match retour, Balboa vs. Creed.

## Bande originale
Bandes originales de Rocky
Rocky (Original Motion Picture Score)
(1976) Rocky III
(1982)
Rocky II (Original Motion Picture Score), a été composée par Bill Conti, déjà à l'origine de la musique emblématique du premier film. Fidèle au style épique et émotionnel qui a marqué Rocky (1976), Conti renforce ici l'atmosphère dramatique et l'évolution du personnage de Rocky. La composition reprend certains thèmes phares du premier film, comme Gonna Fly Now, tout en introduisant de nouvelles pièces orchestrales pour accentuer les moments clés du récit.
La musique joue un rôle crucial dans les scènes d’entraînement et le combat final, avec des morceaux comme Redemption, qui amplifient la tension et l’intensité émotionnelle du duel entre Rocky et Apollo Creed. Conti utilise des arrangements dynamiques pour souligner les épreuves physiques et psychologiques du personnage principal. La bande originale a été enregistrée avec une grande précision pour transmettre l'énergie et l'enthousiasme qui caractérisent le film.
Bien que la musique du premier film reste souvent plus mémorable pour le public. Elle a été particulièrement bien reçue par les fans et les critiques pour sa capacité à maintenir la qualité narrative à travers la musique.
| Liste des morceaux | Liste des morceaux               | Liste des morceaux            | Liste des morceaux | Liste des morceaux | Liste des morceaux | Liste des morceaux | Liste des morceaux | Liste des morceaux | Liste des morceaux |
| No                 | Titre                            | Interprète(s)                 | Durée              |                    |                    |                    |                    |                    |                    |
| ------------------ | -------------------------------- | ----------------------------- | ------------------ | ------------------ | ------------------ | ------------------ | ------------------ | ------------------ | ------------------ |
| 1.                 | Redemption (Theme From Rocky II) | Piano par Bill Conti          | 2:29               |                    |                    |                    |                    |                    |                    |
| 2.                 | Gonna Fly Now                    |                               | 2:33               |                    |                    |                    |                    |                    |                    |
| 3.                 | Conquest                         |                               | 4:41               |                    |                    |                    |                    |                    |                    |
| 4.                 | Vigil                            | Cor d'harmonie par David Duke | 6:30               |                    |                    |                    |                    |                    |                    |
| 5.                 | All Of My Life                   | DeEtta Little/Nelson Pigford  | 3:59               |                    |                    |                    |                    |                    |                    |
| 6.                 | Overture                         |                               | 8:39               |                    |                    |                    |                    |                    |                    |
| 7.                 | Two Kinds Of Love                | Frank Stallone                | 2:36               |                    |                    |                    |                    |                    |                    |
| 8.                 | All Of My Life (Instrumental)    | Piano par Mike Lang           | 2:28               |                    |                    |                    |                    |                    |                    |
| 33:55              |                                  |                               |                    |                    |                    |                    |                    |                    |                    |

## Accueil

### Accueil critique
Rocky 2 obtient un taux d’approbation de 71 % sur le site Web d’agrégation de revues Rotten Tomatoes. Sur 31 critiques, la moyenne est de 6,5⁄10. Sur AlloCiné lui donne une note de 3,4/5[réf. nécessaire].

### Box-office
Réalisé avec un budget légèrement supérieur à celui de son prédécesseur, il confirme l’engouement du public pour l’histoire de Rocky Balboa. Il a rapporté 85,2 millions de dollars aux États-Unis et 200,2 millions de dollars à l’échelle mondiale, ce qui en fait l’un des plus grands succès commerciaux de 1979.
Aux États-Unis, Rocky II a continué de séduire les spectateurs, bien que son succès ne surpasse pas celui du premier volet. Il a néanmoins attiré des millions d’entrées dans les salles, confirmant l’attrait durable pour le personnage et son parcours. En France, l’accueil a été plus mitigé avec 512 774 entrées (244 928 entrées lors de sa sortie initiale en 1980 et 194 153 entrées lors de la ressortie en 1983 à la suite du succès du troisième volet), le film est le moins performant de la série sur ce territoire. Cependant, sa ressortie en 1983, après le succès de Rocky III : L'Œil du tigre (1982), a permis de renforcer son impact. Depuis, le film a trouvé une seconde vie grâce aux locations de VHS, puis en DVD et est depuis largement diffusé à la télévision.
| Pays ou région | Box-office                      | Rang annuel |
| -------------- | ------------------------------- | ----------- |
| États-Unis     | 85 182 160 $ 35 199 000 entrées | 3e          |
| France         | 512 774 entrées                 | 73e         |
| Allemagne      | 137 050 entrées                 | 47e         |
| Italie         | 510 000 entrées                 | 4e          |
| Total mondial  | 200 182 160 $                   | 3e          |

## Distinctions
Entre 1980 et 2009, Rocky 2, la revanche a été sélectionné 4 fois dans diverses catégories et a remporté 2 récompenses.

### Récompenses
| Année | Cérémonie ou récompense | Prix          | Lauréat(es) |
| ----- | ----------------------- | ------------- | ----------- |
| 1980  | American Movie Awards   | Meilleur film | -           |
| 1980  | People's Choice Awards  | Meilleur film | -           |

### Nominations
| Année | Cérémonie ou récompense       | Prix                                                                                  | Lauréat(es)        |
| ----- | ----------------------------- | ------------------------------------------------------------------------------------- | ------------------ |
| 1979  | The Stinkers Bad Movie Awards | Pire acteur                                                                           | Sylvester Stallone |
| 2009  | Satellite Awards              | Meilleur ensemble de disques Blu-Ray pour le coffret Rocky: The Undisputed Collection | -                  |

## Autour du film
- Le petit Rocky Jr. n'est autre que Seargeoh Stallone, second fils de Sylvester, tout juste né. C'est par ailleurs le premier film de la saga avec un des fils de l'acteur. Le second sera alors Rocky 5 dans lequel Sage (fils aîné de Sylvester) interprétera le personnage à l'adolescence.
- On peut relever de petits soucis de continuité qui émaillent le film : Le début de l'histoire démarre quelques minutes après le match et pourtant, Rocky, Adrian et Mickey ont les cheveux plus longs, Paulie a maigri et Apollo Creed a grossi.
- C'est le seul film de la saga comportant un revirement de situation vis-à-vis de Rocky et Paulie : Si le boxeur connaît une période difficile entre chômage et déficit financier, Paulie à l'inverse vit mieux depuis qu'il travaille comme encaisseur pour Tony Gazzo. Mais l'avantage reviendra sur Rocky dès le troisième film quand ce dernier deviendra une vedette nationale tandis que Paulie retombera bien bas.
- Le boxeur panaméen Roberto Duran fait une apparition dans le film, comme partenaire d'entraînement de Rocky.